# 香港電影美術學會
香港電影美術學會（Hong Kong Film Arts Association）成立於1995年10月27日，是香港一非牟利組織，現有會員百多人，均是現職於香港電影業美術方面的專業人員，如美術指導、服裝造型指導。
學會的成立是希望能團結一群在香港從事電影美術工作方面的人士，然後和其他電影專業組織一起交流和合作，從而推動香港的電影業。此外學會也會維護同業的福利權益，並希望藉此會增進同業工作者之間關係。還有就是提昇香港電影業的美術水平和培育更多電影美術方面的人才。 

## 執委成員
2023至2025年度執委會成員：
- 文念中
- 翁玉婷
- 陳巧倩
- 梁鈺靄
- 莫少宗
- 張兆康
- 張蚊
- 劉天蘭
- 劉欣欣
- 雷楚雄
- 葉淑婷
- 蔡慧妍
- 鄭秀嫺
- 霍佩詩
- 戴文銳